# ŽRK Ǵorče Petrov
Cet article traite de l'équipe féminine de handball de Ǵorče Petrov. Ne doit pas être confondu avec ŽRK Vardar Skopje ou ŽRK Metalurg Skopje.
Le  ŽRK Ǵorče Petrov (en macédonien : ЖРК Ѓорче Петров) est un club féminin de handball basé à Ǵorče Petrov dans la banlieue de Skopje, capitale de la Macédoine du Nord.
Le club fondé en 1979 a d'abord évolué dans les championnats fédéraux yougoslaves. Entre 1993 et 2009, le RK Kometal Ǵorče Petrov Skopje a remporté tous les Championnats de Macédoine mis en jeu et perdu une seule coupe nationale, la deuxième en 1994. Vainqueur de la Ligue des champions en 2002, il a aussi perdu deux finales en 2000 et 2005.
Sponsorisé par Kometal, une entreprise qui vend du minerai de fer en Europe centrale et dont le fondateur, Trifun Kostovski, était aussi président et sponsor principal du club, président de la fédération macédonienne de handball et maire de Skopje, le club se retrouve en grandes difficultés à la suite du départ de celui-ci en 2008 et disparaît définitivement en 2011.
Après quelques années de disparation, le club a recommencé à fonctionner sans sa marque Kometal. Il retrouve ensuite l'élite du handball macédonien et remporte le Championnat de Macédoine en 2022 et 2023.

## Palmarès
- Ligue des champions (1) :
  - Vainqueur : 2002
  - Finaliste : 2000, 2005
- Supercoupe d'Europe (1) :
  - Vainqueur : 2002
  - Troisième : 2004
- Championnat de Macédoine :
  - Vainqueur (19) : 1993, 1994, 1995, 1996, 1997, 1998, 1999, 2000, 2001, 2002, 2003, 2004, 2005, 2006, 2007, 2008, 2009, 2022, 2023
- Coupe de Macédoine :
  - Vainqueur (16) : 1993, 1995, 1996, 1997, 1998, 1999, 2000, 2001, 2002, 2003, 2004, 2005, 2006, 2007, 2008, 2009

## Personnalités liées au club
Parmi les joueuses ayant évolué au club, on trouve :
- Ana Amorim (en) (2004-2009)
- Eduarda Amorim (02/2006-2009)
- Nataliya Derepasko (1995-1997)
- Luminița Dinu-Huțupan (03-06/2002)
- Narcisa Lecușanu (1996-1998)
- Indira Kastratović (en) (1994-2006)
- Tatjana Medved (1997-1999)
- / Julija Nikolić-Portjanko (2003-2009)
- Yeliz Özel (en) (2004-2007)
- Jelena Popović (2007-2009)
- Valentina Radulović (1997-2000 et 2005-2008)
- / Natalia Todorovska (2001-2006)
- Olena Tsyhytsia (10/2002-2006)

Parmi les entraîneurs, on trouve
- Bogdan Macovei (ro) (1996-1998)